# チオラクトン

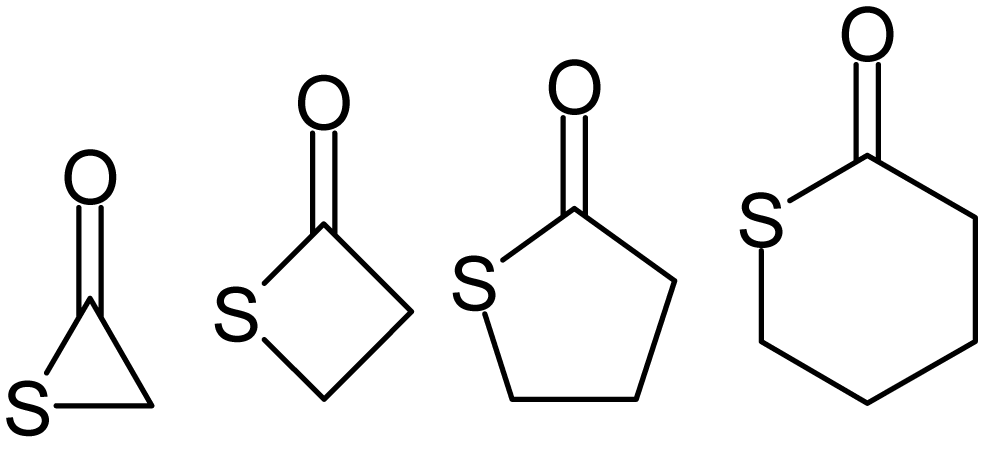
左から、α-、β-、γ-及びδ-ラクトン

チオラクトン(Thiolactone)は、複素環化合物の一つである。ラクトンのアナログで、酸素原子が硫黄原子に置換している。硫黄原子は、環内のカルボニル基の隣に位置する。

## 化学
チオラクトンは、チオールを含むカルボン酸の脱水により合成できる。塩基性環境下では、加水分解されチオール酸に戻ることができる。β-チオラクトンは、SN2反応により、4位で開裂しうる。

## 合成
最も一般的なチオラクトンであるホモシステインチオラクトンは、ホモシステインから生化学的に合成され、タンパク質損傷において役割を持つ可能性がある。チオラクトン官能基は、シチオロンやエルドステイン等のいくつかの薬剤に含まれる。チオラクトン環は、黄色ブドウ球菌がクオラムセンシングの制御のために合成するもの等、細菌が合成するペプチドでも見られる。